# Rainbow World Tour
Rainbow World é uma turnê da cantora americana Mariah Carey realizada em 2000 para promover o seu álbum Rainbow.

## História
Carey lançou seu nono álbum Rainbow em novembro de 1999 e decidiu sair em turnê para promovê-lo. Ao contrário de seu álbum anterior, a Butterfly World Tour, que foi a primeira turnê marcada de Carey nos Estados Unidos em 7 anos, desde 1993 pela Music Box Tour ganhou uma enxurrada de más opiniões iniciais. Além de visitar outros países europeus, Carey também visitou Singapura, pela primeira vez.
A turnê arrecadou 17 milhões de dólares no norte-americano, de acordo com a revista Billboard. A reação da crítica foi mista, especialmente nos Estados Unidos. Muitas pessoas acusaram-na de ter uma voz cansada e rouca durante esta turnê. Sobre a apresentação no Staples Center em Los Angeles, a revista Variety disse: "um show de Mariah Carey pede que quer simplicidade e coerência." do desempenho Center Unidos, e refletindo que esta foi a primeira vez que Mariah foi escassamente vestidas de turismo, The Chicago Sun-Times disse que Carey "tinha sido transformada de uma aspirante à Whitney Houston para uma aspirante à Britney Spears", e chamou o concerto do concerto de "difícil de entender."

## Sinopse
Durante essa turnê, Carey estreou novas canções do álbum Rainbow, tais como: "Can't Take That Away (Mariah's Theme)", "Heartbreaker",  "Thank God I Found You" e outras. Mais uma vez, o amigo de longa data Trey Lorenz foi caracterizado como um cantor de backup.
O concerto foi filmado em Toronto agendado para o ar na televisão nos Estados Unidos mas isso nunca aconteceu. Carey sequer mencionou durante o show que estava sendo filmada. Missy Elliott fez uma aparição especial no show em Nova Iorque durante a canção "Heartbreaker". As três últimas datas da turnê foram atrasadas após Carey ter uma intoxicação alimentar ao comer ostras cruas após o show em Atlanta.

## Faixas
1. Petals/Rainbow Intro
2. Emotions
3. My All
4. Dreamlover
5. X-Girlfriend
6. Against All Odds (Take A Look At Me Now) Mariah Carey & Westlife Version
7. Without You  (Europe only, except Madrid)
8. Make It Happen (Europe only, except Madrid)
9. Thank God I Found You (Make It Last Remix) (Com Trey Lorenz)
10. Make You Happy (Trey Lorenz)
11. Fantasy (Bad Boy Remix)
12. Always Be My Baby
13. Crybaby
14. Close My Eyes
15. Petals
16. Can't Take That Away (Mariah's Theme)
17. Heartbreaker (Remix)/Heartbreaker
18. Honey
19. Vision Of Love
20. Rainbow (Interlude) /Hero
21. Butterfly (Outro)
22. All I Want for Christmas Is You  (Japão apenas)

### Músicas Adicionais
1. Sweetheart (Bélgica apenas)
2. I Still Believe/Pure Imagination (Damizza Reemix) (Singapura e Los Angeles apenas)

<--

## Datas da Turnê
| Europa                  |             |                |                                  |
| 14 de fevereiro de 2000 | Antwerp     | Bélgica        | Sportpaleis                      |
| 17 fevereiro de 2000    | Milão       | Itália         | Fila Forum                       |
| 20 de fevereiro de 2000 | Cologne     | Alemanha       | Kölnarena                        |
| 23 fevereiro de 2000    | Paris       | França         | Palais Omnisports de Paris-Bercy |
| 26 de fevereiro de 2000 | Londres     | Inglaterra     | Wembley Arena                    |
| 29 de fevereiro de 2000 | Madrid      | Espanha        | Palacio de Deportes              |
| Ásia                    |             |                |                                  |
| 4 de março de 2000      | Osaka       | Japão          | Osaka Dome                       |
| 7 de março de 2000      | Tóquio      | Japão          | Tokyo Dome                       |
| 9 de março de 2000      | Tóquio      | Japão          | Tokyo Dome                       |
| 13 de março de 2000     | Singapura   | Singapura      | Estádio Nacional de Singapura    |
| América do Norte        |             |                |                                  |
| March 16, 2000          | Los Angeles | Estados Unidos | Staples Center                   |
| March 18, 2000          | Las Vegas   | Estados Unidos | Thomas & Mack Center             |
| March 21, 2000          | San Jose    | Estados Unidos | San Jose Arena                   |
| March 25, 2000          | Chicago     | Estados Unidos | United Center                    |
| March 29, 2000          | Miami       | Estados Unidos | American Airlines Arena          |
| April 1, 2000           | Atlanta     | Estados Unidos | Philips Arena                    |
| April 11, 2000          | Nova Iorque | Estados Unidos | Madison Square Garden            |
| April 13, 2000          | Boston      | Estados Unidos | Fleet Center                     |
| April 18, 2000          | Toronto     | Canadá         | Air Canada Centre                |

-->

## Créditos
- Vernon Black
- Eric Daniels - teclados
- Sam Simms
- Gregory Gonaway
- Marco Oliveria
- Michael McKnight
- Trey Lorenz - vocais de fundo e vocais de colaboração
- Melonie Daniels - vocais de fundo
- Lloyd Smith
- MaryAnn Tatum - vocais de fundo
- Tracy Harris